# Hofors
Hofors è una città della Svezia, capoluogo del comune omonimo, nella contea di Gävleborg. Ha una popolazione di 7 021 abitanti.